# Тетрафенилборат натрия
Тетрафенилборат натрия — химическое соединение с формулой Na[B(C6H5)4],
бесцветные кристаллы,
растворяется в воде.

## Получение
- К свежеприготовленному раствору реактива Гриньяра (фенилмагнийбромид) в эфире добавляют трифторид бора с последующим добавлением водного раствора хлорида натрия.

## Физические свойства
Тетрафенилборат натрия образует бесцветные кристаллы.
Растворяется в воде.

## Химические свойства
- С ионами калия (а также рубидия и цезия) образует нерастворимый осадок:

{\displaystyle {\mathsf {Na[B(C_{6}H_{5})_{4}]+KCl\ {\xrightarrow {}}\ K[B(C_{6}H_{5})_{4}]\downarrow +NaCl}}}

## Применение
- Используется в аналитической химии для определения калия на фоне ионов аммония.